# Montenay
Montenay est une commune française située dans le département de la Mayenne et la région Pays de la Loire, peuplée de 1 307 habitants.
La commune fait partie de la province historique du Maine, et se situe dans le Bas-Maine.

## Géographie

### Communes limitrophes
| Ernée                           | Ernée, Saint-Denis-de-Gastines | Vautorte         |
| Ernée                           | Montenay                       | Vautorte         |
| Juvigné, Saint-Hilaire-du-Maine | Chailland                      | Placé, Chailland |

### Climat
Pour des articles plus généraux, voir Climat des Pays de la Loire et Climat de la Mayenne.
En 2010, le climat de la commune est de type climat océanique franc, selon une étude du CNRS s'appuyant sur une série de données couvrant la période 1971-2000. En 2020, Météo-France publie une typologie des climats de la France métropolitaine dans laquelle la commune est exposée à un climat océanique et est dans une zone de transition entre les régions climatiques « Bretagne orientale et méridionale, Pays nantais, Vendée » et « Moyenne vallée de la Loire ». 
Pour la période 1971-2000, la température annuelle moyenne est de 10,9 °C, avec une amplitude thermique annuelle de 13,4 °C. Le cumul annuel moyen de précipitations est de 874 mm, avec 13,3 jours de précipitations en janvier et 7,8 jours en juillet. Pour la période 1991-2020, la température moyenne annuelle observée sur la station météorologique de Météo-France la plus proche, sur la commune de Chailland à 7 km à vol d'oiseau, est de 11,5 °C et le cumul annuel moyen de précipitations est de 859,5 mm,. Pour l'avenir, les paramètres climatiques de la commune estimés pour 2050 selon différents scénarios d'émission de gaz à effet de serre sont consultables sur un site dédié publié par Météo-France en novembre 2022.

## Urbanisme

### Document d'urbanisme
Le Plan local d'urbanisme intercommunal (PLUI) est en vigueur sur chacune des quinze communes de la communauté de communes de l'Ernée.

### Typologie
Au 1er janvier 2024, Montenay est catégorisée bourg rural, selon la nouvelle grille communale de densité à sept niveaux définie par l'Insee en 2022.
Elle est située hors unité urbaine. Par ailleurs la commune fait partie de l'aire d'attraction d'Ernée, dont elle est une commune de la couronne,. Cette aire, qui regroupe 5 communes, est catégorisée dans les aires de moins de 50 000 habitants,.

### Occupation des sols
L'occupation des sols de la commune, telle qu'elle ressort de la base de données européenne d’occupation biophysique des sols Corine Land Cover (CLC), est marquée par l'importance des territoires agricoles (93,8 % en 2018), une proportion sensiblement équivalente à celle de 1990 (94,1 %). La répartition détaillée en 2018 est la suivante : 
terres arables (44,2 %), prairies (38,1 %), zones agricoles hétérogènes (11,5 %), forêts (4,3 %), zones urbanisées (1,5 %), zones industrielles ou commerciales et réseaux de communication (0,2 %), milieux à végétation arbustive et/ou herbacée (0,2 %). L'évolution de l’occupation des sols de la commune et de ses infrastructures peut être observée sur les différentes représentations cartographiques du territoire : la carte de Cassini (XVIIIe siècle), la carte d'état-major (1820-1866) et les cartes ou photos aériennes de l'IGN pour la période actuelle (1950 à aujourd'hui).

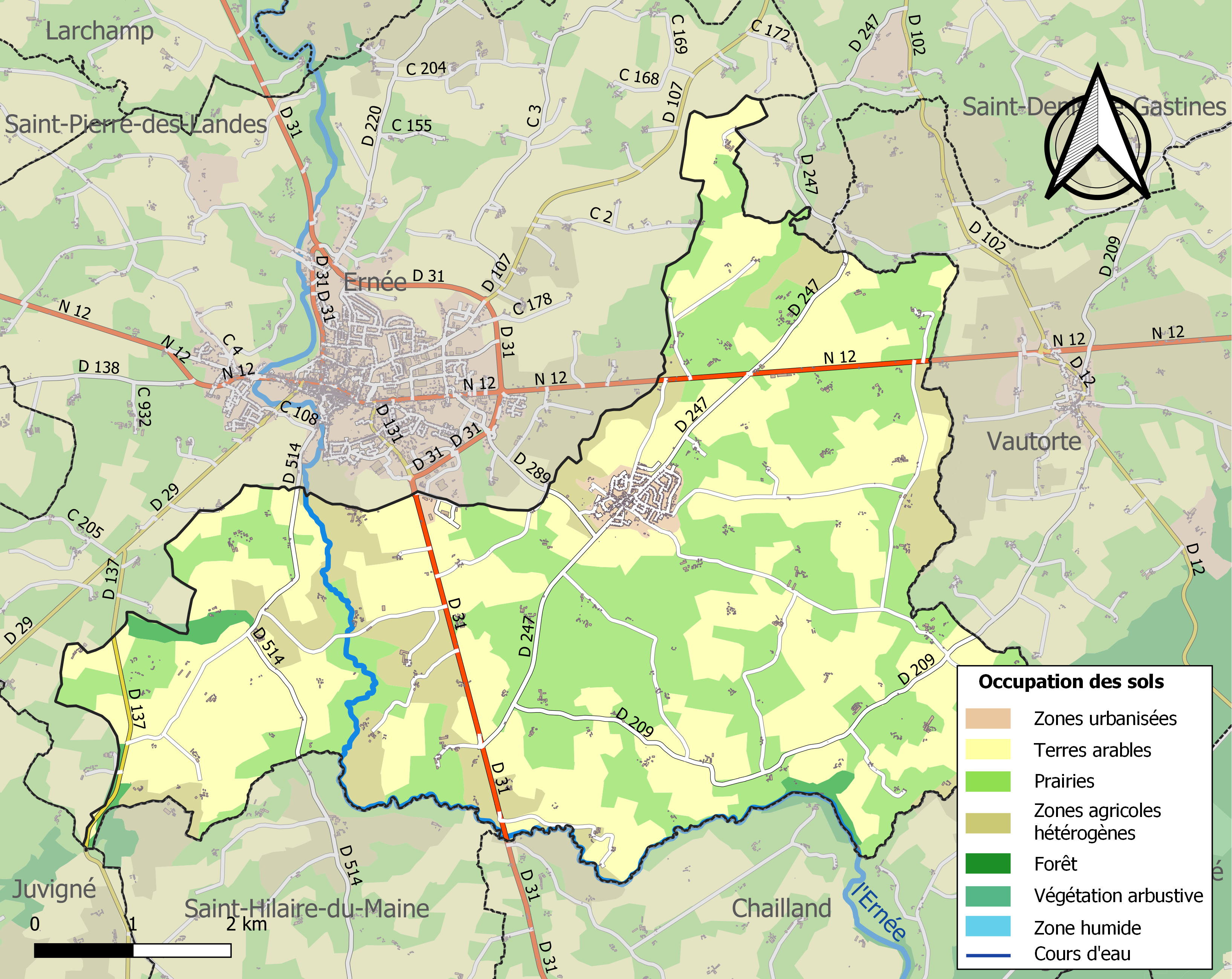
Carte des infrastructures et de l'occupation des sols de la commune en 2018 (CLC).

## Toponymie
Le nom de la localité est attesté sous les formes de Montaniaco au IXe siècle et de Monteneio en 1225. Le toponyme serait issu de l'anthroponyme latin Montanus.
Le gentilé est Montenaysien.

## Histoire

### Néolithique
Montenay est vraisemblablement la ville la plus ancienne du pays d'Ernée : on retrouve des traces de son histoire au néolithique (entre 5000 et 3000 av. J.-C.) : le dolmen de la Perche d'une part, mais surtout un polissoir pour silex (la Pierre Saint-Guillaume, proche de la Pierre Montpinçon), unique du genre en Mayenne.

### Moyen Âge
En creusant les fondements d'un certain nombre de maisons du bourg, on a retrouvé des cercueils en pierre coquillière. Parmi ceux qui furent ouverts au XIXe siècle, on découvrit deux bagues. Ces cercueils appartiennent certainement à l'époque mérovingienne (du Ve au VIIIe siècle).
L'église (deux furent rebâties depuis) fut fondée par saint Thuribe au IVe siècle. Le village de Montenay (villa Montiniaca) fut légué à l'église cathédrale du Mans en 616. Montenay est à l'époque de Charlemagne classé parmi les bourgs publics (Montenay était alors considérable). À la fin de l'épiscopat de Sigefroy (960-995), le prieuré Saint-Michel possède l'église de Saint-Michel de Montenay.
Si en 1217 on établit un cimetière près de la chapelle de Vautorte (appelée Bourg-Nouveau), ce n'est qu'en 1225 que Maurice, évêque du Mans, sépare la commune de Vautorte, en transformant la chapelle de Vautorte en église paroissiale (il faut comprendre que Montenay est d'une superficie trop importante).
Il y avait[Quand ?] quatre seigneuries sur Montenay : Gevereau, la plus importante, Montguerré, la Bas-Maignée et le bourg de Montenay.

### Révolution
A la Révolution, Quesnai, le curé de Montenay et ses deux vicaires Lettelier et Souci, prêtent serment avec préambule (en ne prêtant pas complètement serment à la Constitution civile, ils sont considérés comme réfractaires). Les deux vicaires seront déportés sur l'île de Jersey en 1793.
Il faut cependant noter que la population est largement pro-républicaine, tout en inscrivant cette position en conformité avec la croyance catholique. Le 19 mai 1793, les républicains invitèrent la population à faire une procession pour la République : « Surquoy la municipalité assemblée en conseil permanent et applaudissant au zèle patriotique et religieux des pétitionnaires, considérant qu'il n'est point de plus vrai civisme que celui qui a pour base la religion catholique, parce qu'elle fait un précepte rigoureux d'aider sa patrie et de lui sacrifier ses biens et sa vie même, et le procureur entendu, a arresté que la dite procession aura lieu lundi 27 de ce mois, jour fixé par le citoyen curé, qyue tous les citoyens de cette paroisse serait invités d'y assister (…). » Ce jour-là la population s'engage même à faire une quête pour aider Ernée (le chef-lieu de district, particulièrement exposé aux attaques) à s'armer.

### Seconde Guerre mondiale
En 1944, le groupe de résistance d'Ernée trouva refuge au hameau de la Chatterie. La chatterie devient de juin à août 1944 le QG de ce groupe de résistance, alors dirigé par René Justin, qui y prépare ses actions de l'été 1944. C'est de la Chatterie que part le 4 août 1944 le groupe de René Justin qui rejoint les forces américaines à Landivy,. Il les guide jusqu'à Mayenne, épargnant ainsi la ville d'Ernée d'une destruction par les bombardements prévus par les Américains.

## Politique et administration

### Liste des maires
Le conseil municipal est composé de quinze membres dont le maire et trois adjoints.

## Population et société

### Démographie
L'évolution du nombre d'habitants est connue à travers les recensements de la population effectués dans la commune depuis 1793. Pour les communes de moins de 10 000 habitants, une enquête de recensement portant sur toute la population est réalisée tous les cinq ans, les populations de référence des années intermédiaires étant quant à elles estimées par interpolation ou extrapolation. Pour la commune, le premier recensement exhaustif entrant dans le cadre du nouveau dispositif a été réalisé en 2006.

En 2022, la commune comptait 1 307 habitants, en évolution de −4,11 % par rapport à 2016 (Mayenne : −0,73 %, France hors Mayotte : +2,11 %).
| 1793  | 1800  | 1806  | 1821  | 1831  | 1836  | 1841  | 1846  | 1851  |
| ----- | ----- | ----- | ----- | ----- | ----- | ----- | ----- | ----- |
| 2 347 | 2 148 | 2 336 | 2 553 | 2 693 | 2 611 | 2 509 | 2 434 | 2 361 |

| 1856  | 1861  | 1866  | 1872  | 1876  | 1881  | 1886  | 1891  | 1896  |
| ----- | ----- | ----- | ----- | ----- | ----- | ----- | ----- | ----- |
| 2 303 | 2 282 | 2 137 | 2 001 | 2 003 | 1 988 | 1 913 | 1 854 | 1 828 |

| 1901  | 1906  | 1911  | 1921  | 1926  | 1931  | 1936  | 1946  | 1954  |
| ----- | ----- | ----- | ----- | ----- | ----- | ----- | ----- | ----- |
| 1 660 | 1 555 | 1 535 | 1 386 | 1 419 | 1 384 | 1 358 | 1 524 | 1 241 |

| 1962  | 1968  | 1975  | 1982  | 1990  | 1999  | 2006  | 2011  | 2016  |
| ----- | ----- | ----- | ----- | ----- | ----- | ----- | ----- | ----- |
| 1 181 | 1 084 | 1 156 | 1 354 | 1 433 | 1 399 | 1 416 | 1 373 | 1 363 |

| 2021  | 2022  | - | - | - | - | - | - | - |
| ----- | ----- | - | - | - | - | - | - | - |
| 1 327 | 1 307 | - | - | - | - | - | - | - |

### Activité et manifestations
L'Association sportive omnisports de Montenay fait évoluer une équipe de football en ligue du Maine et deux autres équipes en divisions de district.

## Culture locale et patrimoine

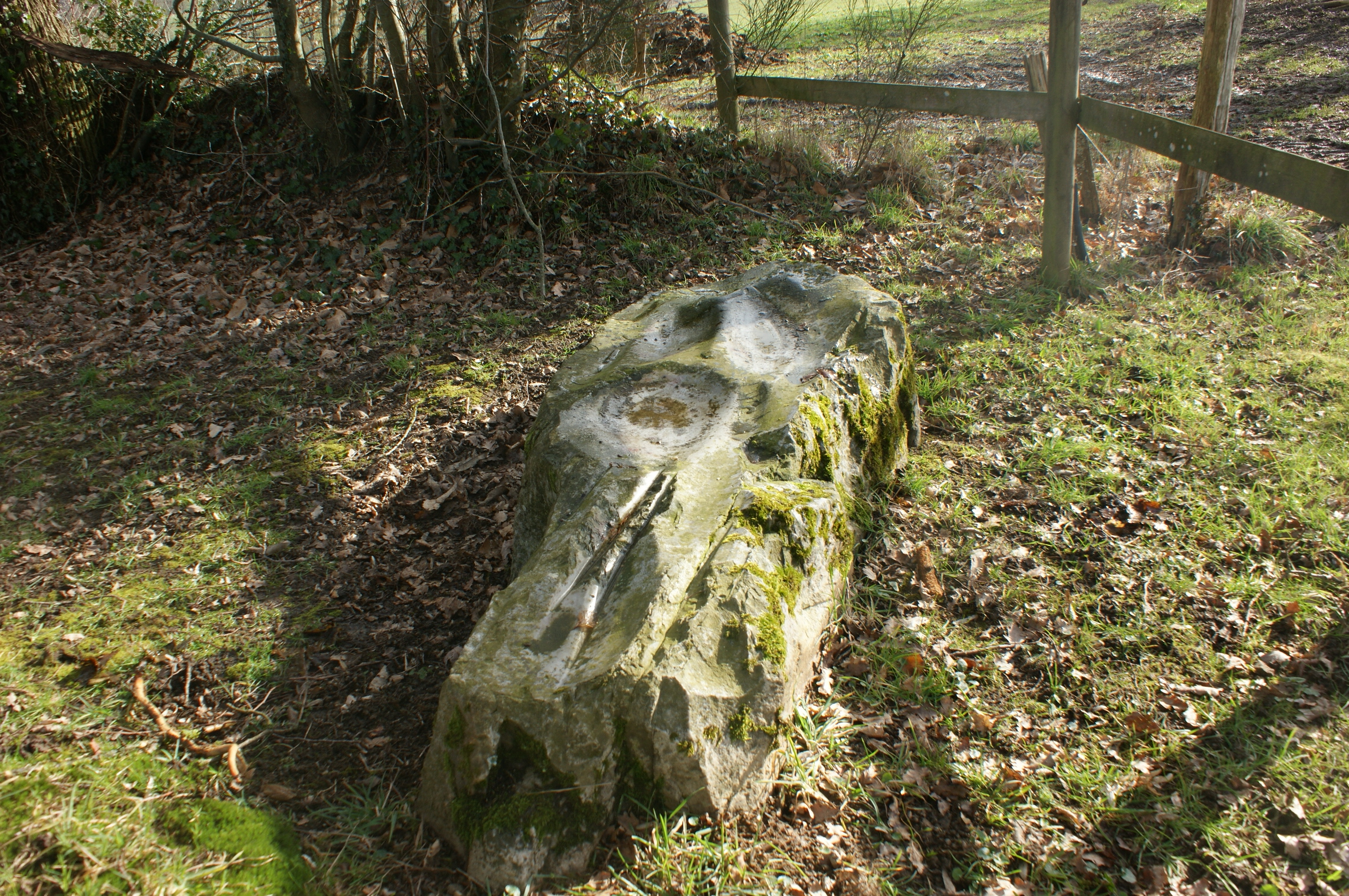
Polissoir de La Pierre Saint-Guillaume.

### Lieux et monuments
- La Chatterie : QG de la Résistance du pays d'Ernée de René Justin entre mai et août 1944 chez Louis Papouin et Angèle Papouin-Lucas. Aujourd'hui, production artisanale de miel.
- La Berthelière : polissoir dit la Pierre Saint-Guillaume classé Monument historique[29]. Polissoir néolithique proche de la Pierre Montpinçon.
- Château de la Bas Maignée. Le château construit au XVIIIe siècle reste visible.
- Château de Montguerré : il subsiste encore le portique, une tour et la chapelle. Cette demeure fut longtemps la propriété de la famille Plessis-Châtillon.
- L'église : fondée par saint Thuribe au IVe siècle, l’ancienne église de Montenay date probablement du XIIe  ou du  XIIIe siècle. La nouvelle église, construite à l’emplacement de la précédente, a été construite en cinq ans et bénite le 11 décembre 1880.
- L'école : statue avec cinq personnages de Louis Derbré, artiste natif de la commune.

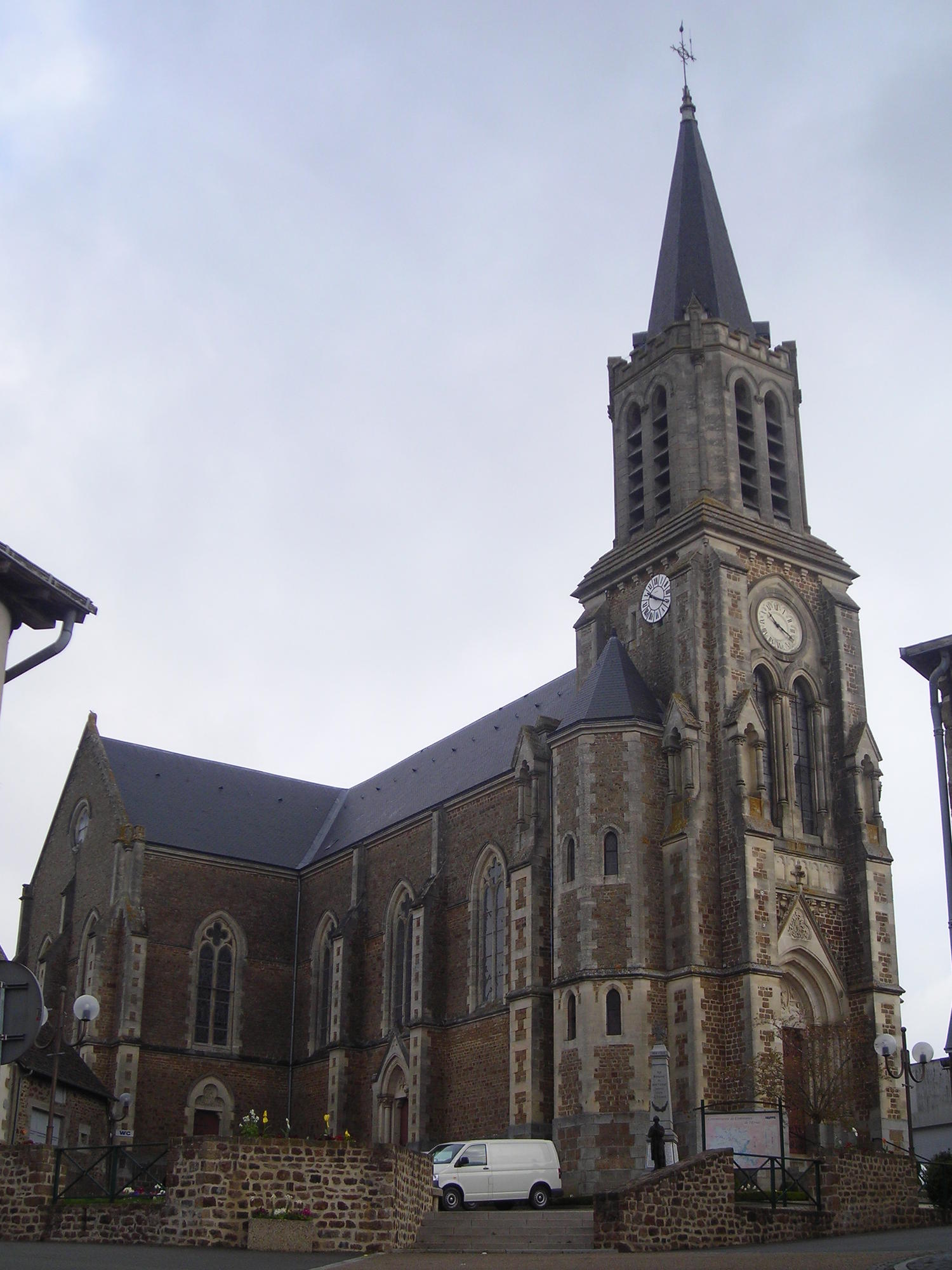
L'église de Montenay.
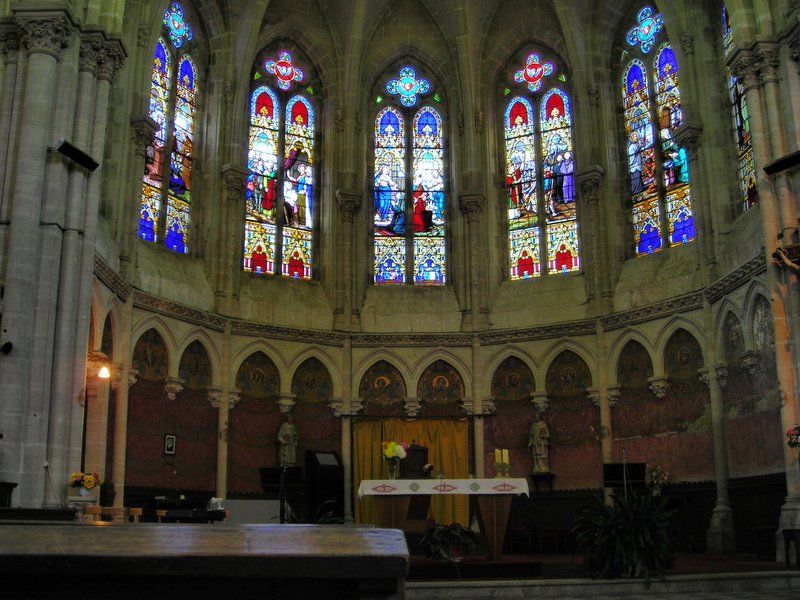
Le chœur de l'église de Montenay.
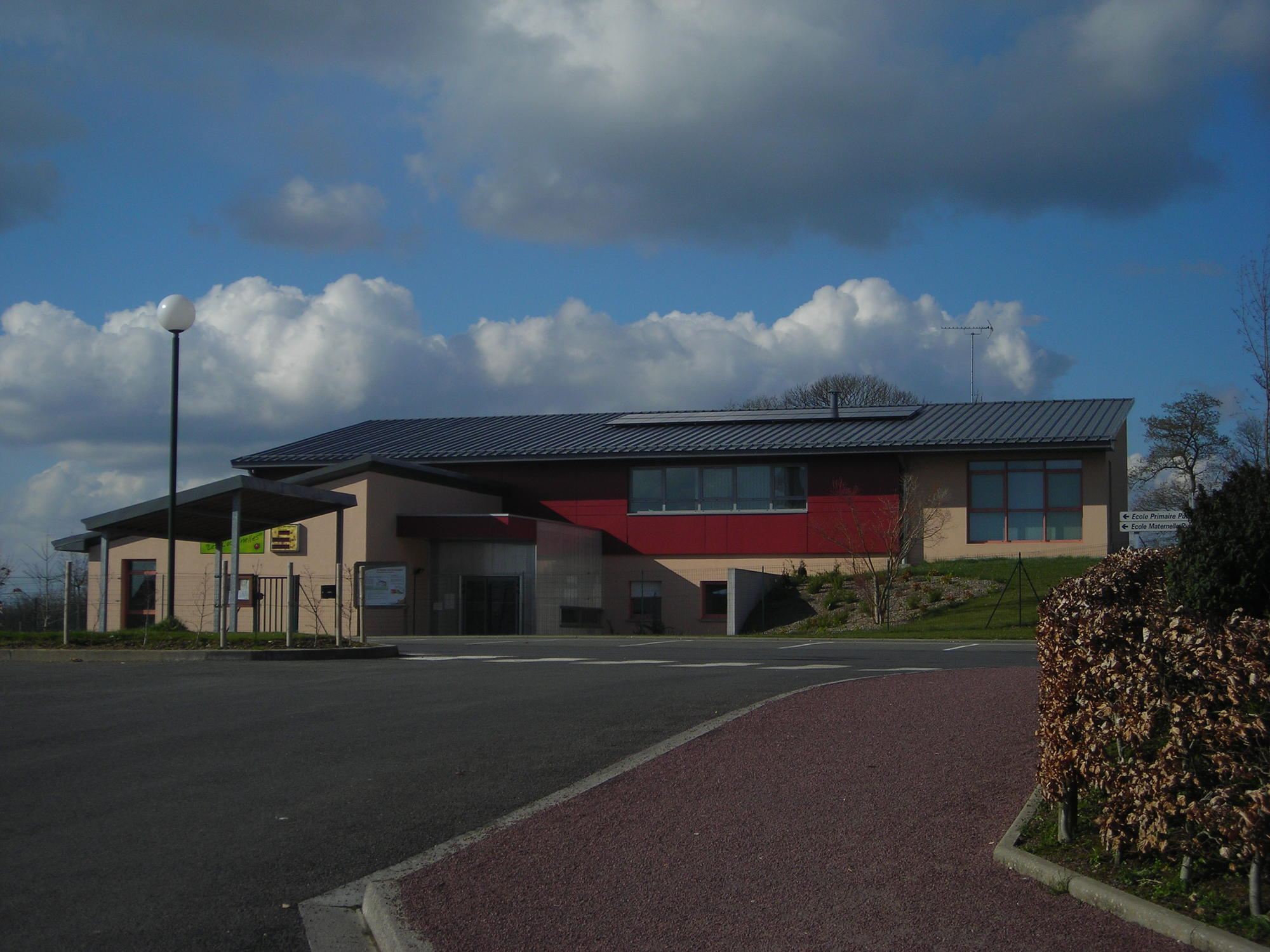
L'école publique Les Coccinelles.
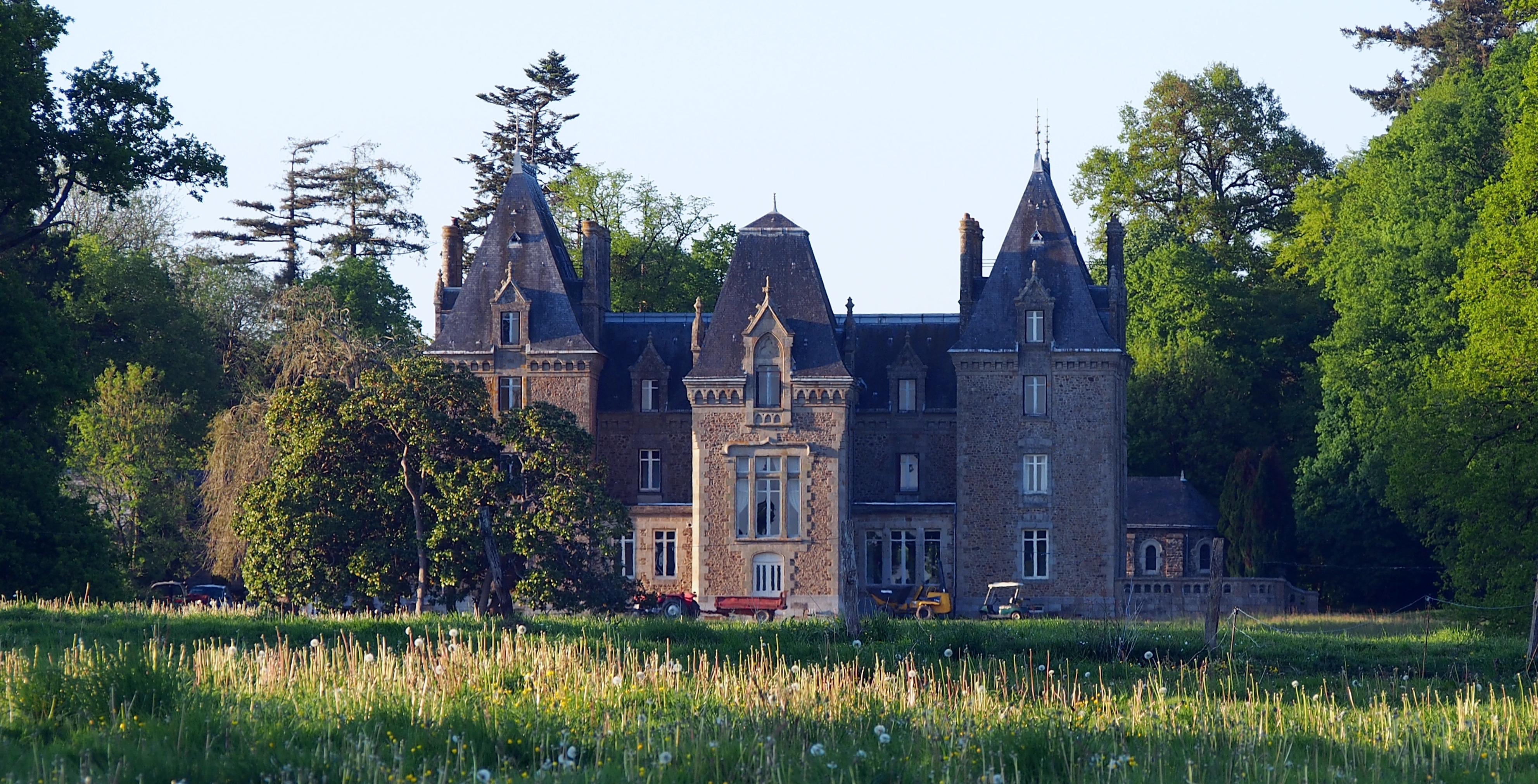
Le château de la Bas Maignée.

## Personnalités liées à la commune
- Joseph de Berset (1775 - 1834 à Montenay),  militaire.
- René Charles Duvivier (1785-1852), général et député, maire de Montenay.
- Léocadie Gascoin (1818 à Montenay - 1900), religieuse.
- Urbain de Hercé (1861 - 1918 à Montenay), homme politique.
- Louis Derbré (1925 à Montenay - 2011), sculpteur.
- René Justin (1916-1982), résistant, chef du réseau Libé-Nord du nord-ouest de la Mayenne en 1944 dont le QG fut installé à la Chatterie à Montenay.
- Groupe de Résistance d'Ernée